# Hyakko
Hyakko (jap. ヒャッコ) ist eine Comedy-Manga-Serie von Haruaki Katoh. Sie erschien von 2007 bis 2012 in Japan und wurde als Anime-Fernsehserie und Original Video Animation adaptiert. Die Serie erzählt kurze Geschichten aus dem Schulalltag von vier Mädchen auf einer außergewöhnlich großen Oberschule.

## Inhalt
Die Geschichten drehen sich um die alltäglichen Erlebnisse von vier Schülerinnen auf dem außerordentlich großen, 3000 Schülerinnen und Schüler beherbergenden Campus der Kamizono-Privatschule (上園学園): Torako Kageyama (上下山 虎子), Tatsuki Iizuka (伊井塚 龍姫), Suzume Saotome (早乙女 雀) und Ayumi Nonomura (能乃村 歩巳). Sie besuchen alle die Oberschul-Abteilung der Einrichtung und lernen nach und nach einander und die anderen Schüler ihrer Klasse 1–6 kennen, die alle auf ihre eigene Weise außergewöhnlich sind. Torako sticht jedoch mit ihrer frechen, lebhaften Art besonders aus ihnen hervor. Dagegen ist Ayumi schüchtern und unsicher, jedoch charmant. Die hochnäsige Tatsuki sucht die Aufmerksamkeit der anderen und die stille und stoische Suzume ist unerwartet kräftig und ständig hungrig. Sowohl Manga als auch Anime zeigen kurze, in sich abgeschlossene Episoden aus dem Alltagsleben der vier Mädchen.

## Veröffentlichung
Der Manga erschien ab Januar 2007 im Magazin Flex Comix Blood beim Verlag Flex Comix. Dieser brachte die Kapitel auch in sieben Sammelbänden heraus. Im März 2012 wurde die Serie aus ungenannten verschiedenen Gründen abgebrochen und seitdem nicht mehr fortgesetzt. Eine chinesische Übersetzung wurde von Tong Li Publishing herausgegeben.

## Anime-Umsetzungen
Eine Adaption des Mangas als Animeserie für das japanische Fernsehen entstand 2008 beim Studio Nippon Animation unter der Regie von Michio Fukuda. Für ihn war die Serie die erste Regiearbeit. Das Konzept entwarf Yoshihiko Tomizawa, der auch die Drehbücher schrieb. Dabei hält sich die Serie eng an die Vorlage, auch wenn die Reihenfolge einiger Ereignisse verändert wurde. Das Charakterdesign stammt von Keiko Ōta und die künstlerische Leitung lag bei Megumi Kato. Die Tonarbeiten leitete Hiroyuki Hayase und für die Kameraführung waren Katsutoshi Ooi und Seiichi Morishita verantwortlich. Die Produzenten waren Hitoshi Kawamura, Shōgo Iki, Shōko Nakamura und Tatsuhiro Nitta.
Die 13 je 25 Minuten langen Folgen wurden vom 1. Oktober bis 31. Dezember 2008 von TV Tokyo ausgestrahlt. Einige Tage später erfolgten Ausstrahlungen bei TV Ōsaka und TV Aichi. Englisch untertitelte Fassungen wurden von den Plattformen Crunchyroll und Viewster per Streaming international veröffentlicht. Wakanim brachte den Anime mit französischen Untertiteln heraus.
In Japan erschien am 8. Oktober 2009 eine 10 Minuten lange Original Video Animation zur Serie, die vom gleichen Team wie die Fernsehserie produziert wurde. Ausnahme war das Charakterdesign, für das nun Michio Fukuda verantwortlich war. Der Kurzfilm erzählt davon, dass Torako und Tōma ein Kuchen-Geschäft besuchen.

### Synchronisation
| Rolle           | Japanische Stimme |
| --------------- | ----------------- |
| Ayumi Nonomura  | Aya Hirano        |
| Torako Kageyama | Fumiko Orikasa    |
| Tatsuki Iizuka  | Michiko Neya      |
| Suzume Saotome  | Yurika Ochiai     |

### Musik
Die Musik der Serie wurde komponiert von Hiromi Mizutani, Kenji Fujisawa, Kōichi Yuasa, Tsunku und Yasuharu Takanashi. Der Vorspann des Animes ist mit dem Lied Suppin Rock von Mana Ogawa unterlegt und das Abspannlied ist Namida Namida Namida (涙 NAMIDA ナミダ) von Aya Hirano. Für den Abspann der OVA verwendete man das Lied Gakuen Seikatsu (学園生活) von Mana Ogawa und Fumiko Orikasa.

## Computerspiel
Am 9. April 2009 erschien in Japan die Visual Novel Hyakko: Yorozuya Jikenbo! zu Manga und Anime. Das Spiel für PlayStation 2 wurde von 5pb. entwickelt und vertrieben. Die Geschichte des Spiels dreht sich um die vier Protagonistinnen des Mangas. Diese entdecken einen Detektivklub an ihrer Schule, deren Mitglieder sie werden wollen und dafür einen vom Chef des Klubs gestellten Test bestehen müssen. Die Rollen wurden mit den gleichen Sprechern besetzt wie für den Anime. Das Titellied des Spiels, Shiawase no Kata, stammt von Possible idol group.

## Rezeption
Der Manga gelangte in Japan mehrfach in die Verkaufscharts: Band 5 auf Platz 25 mit über 26.000 Verkäufen und Band 7 auf Platz 40 mit über 20.000 verkauften Exemplaren. Die Single mit dem Titellied zum Computerspiel erreichte in Japan Platz 4 der Singlecharts.
Die deutsche Zeitschrift Animania charakterisiert den Stil des Mangas als eigenwillig und sehr locker, mit extremer „Stupsnasigkeit“ der Protagonisten und fehlenden Hintergründen oder unwichtigen Figuren ohne Gesichter. Es dominiere eine klare, bisweilen durch Soundwords aufgebrochene Panelaufteilung. Gelegentlich ergebe sich auf den Seiten mit vielen Sprechblasen aber auch ein extremes Durcheinander. Zum Anime schreibt die Animania, Regisseur Fukuda biete „abwechslungsreiche Kamera-Positionen und -Schwenks“, sonst sei die insgesamt solide Animation aber von vielen Standbildern und Wiederholungen geprägt. Die Charakterdesigns seien prägnant und gut unterscheidbar und die „geballte Charakterflut“ sei für einige Lacher gut. Trotz knapp geschnittener Schuluniformen werde aber auf Fanservice verzichtet. Der Soundtrack unterstütze die Geschichte gut, sowohl mit passenden Geräuschen in Gag-Szenen als auch mit Orchesterstücken zur Steigerung der Stimmung in Alltagsszenen. Vor- und Abspannlieder seien dagegen enttäuschend.